# Qatar Athletic Super Grand Prix
Qatar Athletic Super Grand Prix är ett årligt friidrottsevenemang som har hållits vid Qatar SC Stadium i Doha, Qatar sedan 1997. Förr var den en av fem tävlingar i Super Grand Prix-serien men är nu en del av Diamond League.

## Tävlingsrekord

### Män
| Gren           | Rekord           | Tävlande                 | Nationalitet | Datum         | Ref   |
| -------------- | ---------------- | ------------------------ | ------------ | ------------- | ----- |
| 100 m          | 9,85 (+1,7 m/s)  | Olusoji Fasuba           | Nigeria      | 12 maj 2006   |       |
| 100 m          | 9,75 (+2,6 m/s)  | Asafa Powell             | Jamaica      | 14 maj 2010   | [ 1 ] |
| 200 m          | 20,06            | Raymond Clay             | USA          | 7 maj 1998    |       |
| 400 m          | 44,79            | Michael McDonald         | Jamaica      | 24 april 1997 |       |
| 800 m          | 1.43,00          | David Rudisha            | Kenya        | 14 maj 2010   | [ 2 ] |
| 1 500 m        | 3.30,77          | Daniel Kipchirchir Komen | Kenya        | 13 maj 2005   |       |
| 3 000 m        | 7.28,37          | Eliud Kipchoge           | Kenya        | 8 maj 2009    |       |
| 5 000 m        | 12.51,21         | Eliud Kipchoge           | Kenya        | 14 maj 2010   | [ 3 ] |
| 110 m häck     | 12,95            | David Oliver             | USA          | 9 maj 2008    |       |
| 400 m häck     | 48,29            | Samuel Matete            | Zambia       | 13 maj 1999   |       |
| 2 000 m hinder | 5.14,53          | Saif Saaeed Shaheen      | Qatar        | 13 maj 2005   |       |
| 3 000 m hinder | 7.58,85          | Ezekiel Kemboi           | Kenya        | 8 maj 2009    |       |
| Höjdhopp       | 2,28 m           | Charles Austin           | USA          | 7 maj 1998    |       |
| Stavhopp       | 5,80 m           | Sergej Bubka             | Ukraina      | 7 maj 1998    |       |
| Längdhopp      | 8,41 m           | James Beckford           | Jamaica      | 13 maj 1999   |       |
| Tresteg        | 17,47 (+1,7 m/s) | Alexis Copello           | Kuba         | 14 maj 2010   | [ 4 ] |
| Kula           | 21,82            | Christian Cantwell       | USA          | 14 maj 2010   | [ 5 ] |
| Diskus         | 69,47 m          | Virgilijus Alekna        | Litauen      | 12 maj 2006   |       |
| Slägga         | 83,33 m          | Murofushi Koji           | Japan        | 15 maj 2002   |       |
| Spjut          | 90,13 m          | Andreas Thorkildsen      | Norge        | 12 maj 2006   |       |

### Damer
| Gren           | Rekord           | Tävlande                | Nationalitet | Datum       | Ref   |
| -------------- | ---------------- | ----------------------- | ------------ | ----------- | ----- |
| 100 m          | 10,93            | Allyson Felix           | USA          | 9 maj 2008  |       |
| 100 m          | 10,93 (+1,3 m/s) | Kerron Stewart          | Jamaica      | 8 maj 2009  |       |
| 200 m          | 22,35            | Ionela Tirlea           | Rumänien     | 13 maj 1999 |       |
| 400 m          | 49,83            | Allyson Felix           | USA          | 9 maj 2008  |       |
| 800 m          | 2.00,17          | Jolanda Čeplak          | Slovenien    | 18 maj 2001 |       |
| 1 500 m        | 4.01,63          | Nancy Jebet Langat      | Kenya        | 14 maj 2010 | [ 6 ] |
| 3 000 m        | 8.35,83 m        | Elvan Abeylegesse       | Turkiet      | 14 maj 2004 |       |
| 100 m häck     | 12,52 (+1,4 m/s) | Priscilla Lopes-Schliep | Kanada       | 8 maj 2009  |       |
| 400 m häck     | 54,27            | Ionela Tirlea           | Rumänien     | 13 maj 1999 |       |
| 3 000 m hinder | 9.28,50          | Docus Inzikuru          | Uganda       | 13 maj 2005 |       |
| Höjdhopp       | 2,05 m           | Blanka Vlašić           | Kroatien     | 8 maj 2009  |       |
| Stavhopp       | 4,70 m           | Silke Spiegelburg       | Tyskland     | 14 maj 2010 | [ 7 ] |
| Längdhopp      | 7,02 m           | Oxana Udmurtova         | Ryssland     | 12 maj 2006 |       |
| Tresteg        | 14,35 m          | Teresa Marinova         | Bulgarien    | 18 maj 2001 |       |
| Kula           | 19,51 m          | Astrid Kumbernuss       | Tyskland     | 18 maj 2001 |       |
| Diskus         | 66,42 m          | Ellina Zvereva          | Belarus      | 7 maj 1998  |       |
| Slägga         | 76,83 m          | Kamila Skolimowska      | Polen        | 11 maj 2007 |       |
| Spjut          | 68,89 m          | Mariya Abakumova        | Ryssland     | 14 maj 2010 | [ 8 ] |